# گلنروی گیلبرت
گلنروی گیلبرت (انگلیسی: Glenroy Gilbert؛ زادهٔ ۳۱ اوت ۱۹۶۸) دونده اهل کانادا است.
از افتخارات وی میتوان به کسب مدال طلا دو ۴×۱۰۰ متر امدادی در بازی‌های المپیک تابستانی ۱۹۹۶ اشاره کرد. 